# Andrés Gutiérrez de Cerezo
Andrés Gutiérrez de Cerezo OSB (* 1459 in Cerezo de Río Tirón, Burgos; † 1503 in Oña) war ein spanischer Humanist und Hochschullehrer an der Universität Salamanca.

## Leben und Wirken
Er studierte Geisteswissenschaften und war Hochschullehrer für Rhetorik an der Universität Salamanca. De Cerezo war ein Schüler von Antonio de Nebrija. Er war Mitglied des Benediktinerordens. So lebte er von 1490 bis 1491 im Kloster Monasterio de San Salvador de Oña.

## Werke (Auswahl)
- Ars Grammatica. Burgos 1485.